# Сопов, Юрий
Юрий Сопов (настоящее имя и отчество — Пётр Иванович; 19 (31) января 1897, Омск, Российская империя — 25 августа 1919, там же) — русский поэт. Стал жертвой взрыва (несчастного случая, официальное расследование признало причиной инцидента халатное обращение чинов конвоя с оружием) в личной резиденции Верховного правителя Александра Колчака.

## Биография
Пётр Иванович Сопов родился 31 января 1897 года в Омске. Его отец, Иван Николаевич, служил телеграфистом в Сибирском казачьем войске; мать, Александра Фёдоровна, принадлежала к старинному дворянскому роду Бестужевых-Рюминых. Пётр был старшим из пяти детей. Часть детства он провёл в Маньчжурии (его отец некоторое время работал на КВЖД), в 1911 году вернулся в Омск, к бабушке, там закончил гимназию и поступил в землемерное училище. Однако профессия землемера Сопова не интересовала. Осенью 1916 года он бросил училище, чтобы посвятить себя поэзии.
К тому времени Пётр Сопов уже публиковал в омской периодике свои стихи, подписываясь как Юрий Сопов. В газете «Известия» выходили его театральные рецензии, материалы на другие искусствоведческие темы. Отдельным изданием вышла поэма «Сказка прошлого лета» (1917). Поэт работал в библиотеке, в феврале 1919 года был мобилизован в армию Колчака, позже прошёл ускоренные курсы в Омской школе прапорщиков и был зачислен в конвой адмирала. 25 августа 1919 года, когда в резиденции Колчака произошёл взрыв (по одной из версий, это был террористический акт), Сопов оказался в числе погибших.
С начала 1919 года Сопов был женат на Пелагее Соломиновой, сотруднице омской библиотеки имени Пушкина.
В советскую эпоху Сопов был забыт. Российский историк А. А. Штырбул с 1970-х годов собирал тексты произведений Сопова, а в 2015 году выпустил книгу о нём, «Дожить до сентября: Судьба поэта Юрия Сопова».